# グレイスランド (アルバム)
『グレイスランド』 (Graceland) は、1986年に発表されたポール・サイモンのアルバム。

## 概要
バンドグループレディスミス・ブラック・マンバーゾなど南アフリカ共和国のミュージシャンと協力して製作された。このことは当時アパルトヘイト政策を行っていた南アフリカ共和国に対する西側諸国の文化的ボイコットを妨害するものとして、サイモンに批判が集中することになった。しかしながら国連の反アパルトヘイト特別委員会は、このアルバムが純粋に黒人ミュージシャンの才能を示すものであり、南アフリカ共和国政府をなんら利するものではないとし、サイモンへの批判を支持していない。プロデューサーはポール・サイモン。エンジニアはロイ・ハリー。
アルバムは高く評価され、イギリスやフランスなど世界各国でチャート1位を獲得。アメリカでは3位が最高だったが、これまでに500万枚の売上を記録している。グラミー賞最優秀アルバム賞（1986年度）を受賞。2003年に発表された「ローリング・ストーンの選ぶオールタイム・ベストアルバム500」では81位にランクされている(2020年の改訂版では46位)。
タイトルトラックの「グレイスランド」ではテネシー州メンフィスにあるエルヴィス・プレスリーの邸宅のことが歌われている。

## 収録曲
Side 1
1. ボーイ・イン・ザ・バブル - "The Boy In the Bubble"- 3:59
2. グレイスランド  - "Graceland"- 4:48
グラミー賞最優秀レコード賞（1987年度）
3. アイ・ノウ・ホワット・アイ・ノウ  - "I Know What I Know"- 3:13
4. ガムブーツ  - "Gumboots"- 2:44
5. シューズにダイヤモンド  - "Diamonds On The Soles Of Her Shoes"- 5:45

Side 2
1. コール・ミー・アル  - "You Can Call Me Al"- 4:39
2. アンダー・アフリカン・スカイズ  - "Under African Skies"- 3:37
3. ホームレス  - "Homeless"- 3:48
4. クレイジー・ラヴ Vol. II  - "Crazy Love Vol II"- 4:18
5. ザット・ウォズ・ユア・マザー  - "That Was Your Mother"- 2:52
6. オール・アラウンド・ザ・ワールドあるいはフィンガープリントの伝説 - "All Around The World or The Myth Of Fingerprints"- 3:15

### リマスター盤収録曲
ライノ版に収録。
- ホームレス（デモ・ヴァージョン） - "Homeless (demo)"- 2:28
- シューズにダイヤモンド（未発表ヴァージョン）  - "Diamonds On The Soles Of Her Shoes (Unreleased Version)"- 4:43
- オール・アラウンド・ザ・ワールドあるいはフィンガープリントの伝説（アーリー・ヴァージョン） - "All Around The World or The Myth Of Fingerprints (Early Version)"- 3:17

## 映像作品
- メイキング・オブ・グレイスランド (Classic Albums: Graceland)
- グレイスランド　アフリカン・コンサート (Graceland: The African Concert)

ジンバブエ・ハラレのサッカー競技場でのコンサートを収録